# 尼古拉·布雷金
尼古拉·加夫里洛维奇·布雷金（羅馬化：Nikolay Gavrilovich Brykin；1959年11月25日—）是俄罗斯政治人物、第七届和第八届国家杜马议员。

## 制裁
布雷金于2022年因俄乌战争而受到英国政府制裁。